# Arrhenechthites haplogynus
Arrhenechthites haplogynus là một loài thực vật có hoa trong họ Cúc. Loài này được (F.Muell.) Mattf. mô tả khoa học đầu tiên năm 1938.